# Quartetto Busch
Il Quartetto Busch è stato un quartetto d'archi fondato da Adolf Busch nel 1918.

## Storia
Dalla stagione 1920–21 fu composto da Gösta Andreasson (violino), Karl Doktor (viola), e Paul Grümmer (violoncello). Il quartetto esistette, in diverse formazioni, fino al 1951.
Membri aggiuntivi furono Rudolf Serkin, che divenne partner di Busch nel Duo nel 1918 e sposò poi la figlia di Busch, Irene. Il Busch Quartet e Serkin divennero il nucleo della Busch Chamber Players, un prototipo della moderna orchestra da camera.
Nel 1933, con la presa del potere di Adolf Hitler, Busch decise di non poter rimanere in Germania, non essendo in sintonia con gli ideali nazisti, ed emigrò a Basilea in Svizzera. Busch non era ebreo ed era popolare in Germania, ma si oppose con grande fermezza al nazismo fin dai primi tempi. Il 1º aprile 1933 ripudiò la sua cittadinanza tedesca e nel 1938 boicottò l'Italia fascista. Sul finire della seconda guerra mondiale, Busch emigrò da Basilea negli Stati Uniti, stabilendosi nel Vermont. Li fu uno dei fondatori, assieme a Rudolf Serkin, della Marlboro Music School and Festival.
Il Quartetto Busch fu particolarmente ammirato per le sue interpretazioni dei quartetti di Brahms, Schubert, e soprattutto di Beethoven. Fece una serie di registrazioni negli anni trenta, comprendenti molti quartetti di questi compositori. Nel 1941, registrò tre quartetti di Beethoven mai registrati fino ad allora, compreso il quartetto op. 130. Il Busch Quartet non registrò mai la Große Fuge, Opus 133; un arrangiamento dell'opera venne registrato dalla Busch Chamber Players, con Busch primo violino.